# Stacy Haiduk
Stacy Haiduk (Grand Rapids, 24 de abril de 1968) es una actriz estadounidense, reconocida por interpretar el papel de Lana Lang en la serie de televisión Superboy entre 1989 y 1992, de Katherine Hitchcock en seaQuest DSV, de Hannah Nichols en All My Children y de Patty Williams y Emily Peterson en The Young and the Restless.

## Filmografía

### Cine
| Año  | Título                        | Papel                   | Notas        |
| ---- | ----------------------------- | ----------------------- | ------------ |
| 1987 | Magic Sticks                  | Señora de la lavanderia |              |
| 1989 | Luther the Geek               | Beth                    |              |
| 1991 | Steel and Lace                | Alison                  |              |
| 1997 | Little City                   | Julia                   |              |
| 1999 | Desert Thunder                | Ally 'Al' Malone        |              |
| 2000 | Nurse Betty                   | Enfermera               |              |
| 2001 | Gabriela                      | Ilona                   |              |
| 2006 | Salt                          | West                    |              |
| 2007 | The Mannsfield 12             | Lela                    |              |
| 2009 | Within                        | Bernice Lowe            |              |
| 2010 | No Answer                     | Missy                   |              |
| 2010 | Victim                        | Janet                   |              |
| 2013 | Fire City: King of Miniseries | Intérprete              | Cortometraje |
| 2017 | Level Seven                   | Sargento Mulway         |              |

### Televisión
| Año                 | Título                         | Papel                      |
| ------------------- | ------------------------------ | -------------------------- |
| 1988-1992           | Superboy                       | Lana Lang                  |
| 1991                | Parker Lewis Can't Lose        | Claire                     |
| 1992                | The Round Table                | Rhea McPherson             |
| 1992                | Sketch Artist                  | Claire                     |
| 1993                | Route 66                       | Lilly                      |
| 1993-1994           | SeaQuest DSV                   | Katherine Hitchcock        |
| 1994                | A Perfect Stranger             | Raphaella Phillips         |
| 1994                | Due South                      | Janice DeLuca              |
| 1996                | Kindred: The Embraced          | Lillie Langtry             |
| 1996                | Yesterday's Target             | Jessica Harper             |
| 1997                | The Beneficiary                | Lena Girard                |
| 1997                | C-16: FBI                      | Sandy Maddox               |
| 1997                | Melrose Place                  | Colleen Patterson          |
| 1998                | Nash Bridges                   | Pamela Smith               |
| 1998                | Profiler                       | Andrea                     |
| 1998-1999           | Brimstone                      | Rosalyn Stone              |
| 1999                | The Darwin Conspiracy          | Dra. Jennifer Carter       |
| 1999                | Charmed                        | Guardiana                  |
| 1999                | The Sentinel                   | Veronica                   |
| 2000                | The X-Files                    | Margaret Waterston         |
| 2001                | The Division                   | Sra. Evans                 |
| 2001                | ER                             | Madre                      |
| 2003                | CSI: Miami                     | Dawn Kaye                  |
| 2004                | NCIS                           | Melissa Dorn               |
| 2005                | Jane Doe: Til Death Do Us Part | Monica Angelini            |
| 2005                | Wildfire                       | Barb Furillo               |
| 2005                | Attack of the Sabretooth       | Savannah                   |
| 2006                | Crossing Jordan                | Sra. Cartland              |
| 2006                | Cold Case                      | Anne Bowen                 |
| 2006                | CSI: NY                        | Debra Archerson            |
| 2006-2007           | Heroes                         | Elisa Thayer               |
| 2007                | While the Children Sleep       | Shawna Pierson             |
| 2007                | Final Approach                 | Alexa Windom               |
| 2007-2008           | All My Children                | Hannah Nichols             |
| 2008                | Life                           | Dra. Lana James            |
| 2008-2009           | Prison Break                   | Lisa Tabak                 |
| 2009                | Burn Notice                    | Rachel                     |
| 2009-2012 2015-2016 | The Young and the Restless     | Patty Williams             |
| 2009-2012 2015-2016 | The Young and the Restless     | Emily Peterson             |
| 2010                | Days of Our Lives              | Warden Smith               |
| 2011                | Southland                      | Redhead Sally              |
| 2011                | The Chicago Code               | Madam                      |
| 2011                | Crime Scene Investigation      | Gina Sinclair              |
| 2011                | The Mentalist                  | Cynthia Satterfield        |
| 2012                | Hawaii Five-0                  | Nancy O'Hara               |
| 2012                | Longmire                       | Julia Sublette             |
| 2013                | The Nightmare Nanny            | Elise                      |
| 2013-2014           | True Blood                     | Jenny                      |
| 2013-2014           | Twisted                        | Marilyn Rossi              |
| 2014                | Chosen                         | Shondra                    |
| 2018–present        | Days of Our Lives              | Kristen DiMera Susan Banks |
| 2019                | Home is Where the Killer Is    | Julie Thomason             |